# Nikolái Luganski

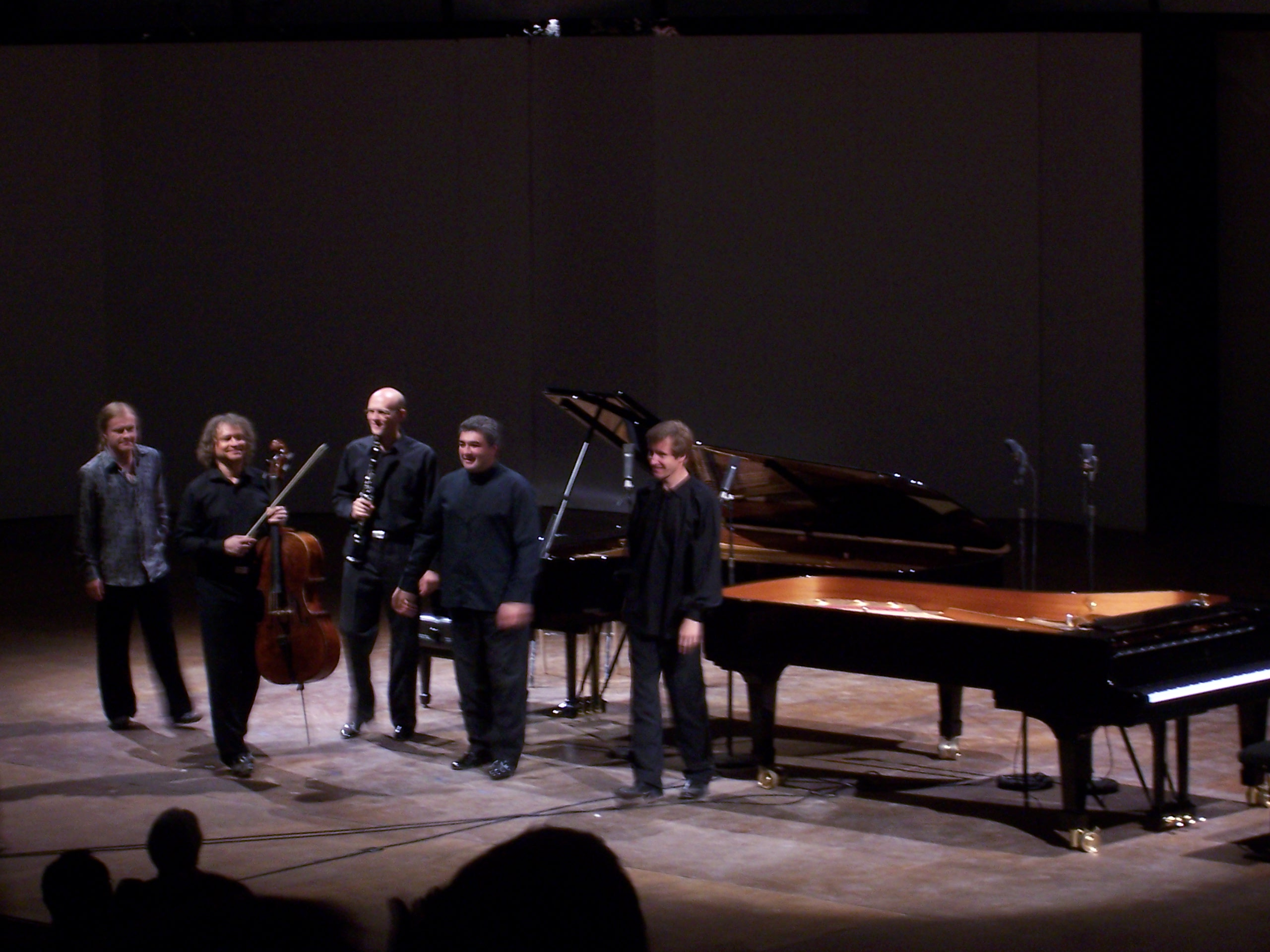

Nikolái Lvóvich Luganski (en ruso: Никола́й Льво́вич Луга́нский; Moscú, 26 de abril de 1972) es un pianista ruso. Estudió en la Escuela Central de Música de Moscú y en el Conservatorio de Moscú. Entre sus maestros se encuentran Tatiana Kestner, Tatiana Nikoláyeva y Serguéi Dorenski.
Durante los años 1980 y principios de los 1990, Luganski ganó numerosos premios en concursos de piano. Al mismo tiempo, comenzó a realizar grabaciones con algunos sellos discográficos como Melodiya (Unión Soviética) y Vanguard Records.
Su interpretación en la ronda final de la décima edición del Concurso Internacional Chaikovski fue filmada y comercializada bajo el sello Pioneer Classics, tanto en CD como en formato de disco láser. A esto siguieron más grabaciones para discográficas japonesas. Más tarde, grabó para Warner Classics (Reino Unido) y Pentatone Classics (Países Bajos).
Luganski ha tocado junto a Vadim Repin, Aleksandr Kniázev, Joshua Bell, Yuri Bashmet y Mischa Maisky, entre otros. Además, Luganski ha colaborado con directores tales como Sakari Oramo, Riccardo Chailly, Christoph Eschenbach, Vladímir Fedoséyev, Valeri Gérgiev, Neeme Järvi, Kurt Masur, Mijaíl Pletniov, Gennadi Rozhdéstvenski, Yuri Símonov, Leonard Slatkin, Vladímir Spivakov, Yevgueni Svetlánov, Yuri Temirkánov y Edo de Waart.
Sus compositores favoritos son Rajmáninov (que considera como su padre espiritual) y Chopin. Su repertorio comprende también obras de Bach, Mozart, Beethoven, Brahms, Debussy, Liszt, Nikoláyeva (su profesora durante nueve años), Prokófiev, Schubert, Schumann, Skriabin y Chaikovski.
También ha escrito transcripciones de El ocaso de los dioses de Richard Wagner.
Paralelamente a su carrera interpretativa, Luganski enseña en el Conservatorio de Moscú.
Ha ganado en tres oportunidaes el premio Diapason d'Or y en dos el Premio ECHO alemán.

## Premios y reconocimiento
- First Prize, All-Union Competition en Tbilisi (1988)
- Silver Medal, 8th International Bach Competition en Leipzig (1988)
- Second Prize, Rachmaninov Competition in Moscow (1990)
- Best pianist, International Summer Academy "Mozarteum" en Salzburgo, Austria (1992)
- Silver Medal, 10th International Tchaikovsky Piano Competition Moscú (1994)
- Ernest Neizvestny Private Charity Fund Award (1994)
- International Terence Judd Award (1995)
- Diapason d'Or (2000, 2001, 2002)
- Preis der deutschen Schallplattenkritik (2003)
- Honoured Artist of the Russian Federation (2005)
- Echo Klassik Award (2005)
- Echo Klassik Award (2007)

## Discografía
- Mozart : Conciertos para 2 y 3 pianos con Tatiana Nikoláyeva y Elisso Virsaladze (Melodia live 7 février 1986)
- Rajmáninov : Études-Tableaux (Melodia, 1987)
- Chaïkovski : Concierto para piano n°1 (Concurso Chaïkovski, Pioneer Classics 1994)
- Mozart : Conciertos n° 19 y n° 20 (Vanguard Classics, 1998)
- Britten : Young Apollo (Erato/Warner Classics, 1998)
- Chopin : Estudios opus 10, 25 y 3 nuevos estudios (Erato/Warner Classics, 2000) — Diapason d'Or del año
- Chopin : 24 Preludios Op. 28, Baladas n° 3 & n° 4, Nocturnos op.48 n°1, op.27 n°2 et op.62 n°2(Erato/Warner Classics, 2001) — Diapason d'Or
- Rajmáninov : Preludios opus 23 y Moments musicaux opus 16 (Erato/Warner Classics, 2001) — Diapason d'Or
- Rajmáninov : Conciertos para piano n° 1 & n° 3 con la Orquesta Sinfónica de Birmingham bajo la dirección de Sakari Oramo (Erato/Warner Classics, 2002) — Preis der deutschen Schallplattenkritik
- Chaikovski : Concerto para piano n.º 1 con la Orquesta Nacional de Rusia dirigida por Kent Nagano (PentaTone Classics, 2003) — Gramophone Editor's Choice (février 2004)
- Serguéi Prokófiev : Sonatas para piano n° 4 & n° 6, 10 piezas de Romeo y Julieta (Erato/Warner Classics, 2003)
- Rajmáninov : Rapsodia sobre un tema de Paganini (Orquesta Sinfónica de Birmingham bajo la dirección de Sakari Oramo), Variaciones sobre un tema de Chopin et Variaciones sobre un tema de Corelli (Erato/Warner Classics, 2004)
- Rajmáninov : Concertos para piano n° 2 & n° 4 con la Orquesta Sinfónica de Birmingham bajo la dirección de Sakari Oramo (Erato/Warner Classics, 2005)
- Beethoven : Sonatas para piano n° 7, n° 14 (Claro de luna), n° 22 & n° 23 (Appasionata) (Erato/Warner Classics, 2005)
- Récital con Alexander Kniazev (violonchelo) : Sonata para violonchelo y piano de Chopin, Sonate pour violonchelo y piano op. 19 y Vocalise op. 34 n° 14 de Rajmáninov (Erato/Warner Classics, 2006)

- F Chopin: Piano Sonata n.3 in B minor op.58, Fantasía-impromptu op.66, Preludio op.45, Scherzo no.4 op. 54, Nocturno op.15 no.1, Fantasía op.49, Vals no. 7 op.64 n.º 2 (Onyx Classics, 4049, 2010)

- Con Vadim Repin (violín), L. Janacek: Sonata para Violín y Piano, E. Grieg: Sonata para Violín y Piano n.º 2 op. 13, C. Franck: Sonata para Violín y Piano (Deutsche Grammophon, 477 8794, 2010)

- F. Liszt: Chasse-neige, Estudio n° 12 en si bemol menor y Estudio nº 10 en fa menor, de los Doce estudios de ejecución transcendental, S. 139, La Campanella, Estudio n.º 3 en sol sostenido menor, de los Grandes estudios de Paganini, S. 141, El Valle de Obermann de los Años de peregrinaje, primer año: Suiza S. 160, Sposalizio, Los juegos de agua en la Villa de Este y Soneto de Petrarca 163, de los Años de peregrinaje, segundo año: Italia, Isoldes liebestode (Wagner) S. 447, Feux follets, Estudio n.º 5 en si bemol, de los Doce estudios de ejecución transcendental, S. 139, Vals olvidado n.º 1 S. 215, (Naive,  AM205, 2011)

- S. Rajmáninov: Piano Sonata n.º 1 op. 28 S. Rajmáninov: Piano Sonata n.º 2 op. 36, (Naive, AM 208)
- E. Grieg: Piano Concerto in A minor, op. 16, S. Prokófiev: Piano Concerto n.º 3 in C major, op.26, (Naive, AM 210, 2013)

- F. Chopin: Piano Concerto n.º 2 in F minor, op. 21, F. Chopin: Piano Concerto n.º 1 in E minor, op. 11, (Naive, AM 212, 2013)

- F. Schubert: Piano Sonata n.º 19 in C minor, D.958, 4 Impromptus Op. post.142, D.935, (Naive, AM 214, 2015)

En DVD en el Festival de La Roque-d'Anthéron 2002, 6 piezas Op. 118 de Brahms, su transcripción de escenas del Ocaso de los dioses de Wagner y una selección de los Moments musicaux de Rajmáninov.